# Fornos (Santa Maria da Feira)
Fornos ist eine Gemeinde (Freguesia) im portugiesischen Kreis Santa Maria da Feira. In ihr leben 3433 Einwohner (Stand 19. April 2021).